# Феттер, Герман
Вальтер Герман Феттер (нем. Walther Hermann Vetter; 10 мая 1891, Берлин, Германская империя — 1 апреля 1967, Берлин, ГДР) — немецкий музыковед
, педагог, профессор Берлинского университета им. Гумбольдта (1946—1958). Лауреат Национальной премии ГДР (1951).

## Биография
Сын капельмейстера Йоханнеса Веттера (1860—1928), члена-основателя Берлинского филармонического оркестра. С 1910 года изучал музыковедение, историю искусств и философию в Университете в Галле-Виттенберге. Затем, до 1914 года обучался в Лейпцигской консерватории (по классу дирижёрства); музыковедческое образование получил в Лейпцигском университете у Г. Аберта.
Участник Первой мировой войны. Служил сперва в армейском музыкальном корпусе (1914/1915), затем рядовым солдатом, сражался под Верденом.
В 1921—1927 годах — музыкальный редактор в Данциге. С 1928 года преподавал музыкально-теоретические дисциплины и дирижирование в Галле, Гамбурге, Бреслау, Грейфсвальде, Познани (с 1936 — профессор); в 1946—1958 годах — в Берлинском университете им. Гумбольдта.
Руководил в Берлине баховскими торжествами (1950). В центре научных интересов Феттера были вопросы истории музыки от античности до начала XIX века.
В 1950—1960 годах — член правления ассоциации композиторов и музыковедов ГДР. В 1947—1958 был вице-президентом, почётный член Общества музыковедения (с 1961). Член ЛДПГ.

## Избранные публикации
- The Image of Italian music and art presented in German literature (1965)
- Heinrich wölfflin und die musikalische Stilforschung (1964)
- Die Gründung und der Begründer des Hallischen Musikwissenschaftlichen Seminars. Erinnerungen an die Anfänge des heutigen Instituts für Musikwissenschaft (1963)
- Italienische Opernkomponisten um Georg Christoph Wagenseil, ein stilkundlicher Versuch (1963)
- Dem Gedenken an Wilhelm Heinitz (1963)
- Der deutsche Charakter der italienischen Oper Georg Christoph Wagenseils (1962)
- Zur Stilproblematik der italienischen Oper des 17. und 18. Jahrhunderts (1962)
- Pariser Novellen, ein deutscher Musiker in Paris (1961)
- Mythos-Melos-Musica, ausgewählte Aufsätze zur Musikgeschichte (1961)
- Das Wissen und die soziale Rolle der Musik. Streiflichter auf das Wirken Hanns Eislers (1961)
- Voraussetzung und Zweck in der Musikwissenschaft (1960)
- In memoriam Walter Serauky (1960)
- Gedanken zur musikalischen Biographie. Hans Joachim Moser zum siebzigsten Geburtstage (1959)
- Mythos-Melos-Musica. Ausgewählte Aufsätze zur Musikgeschichte (1957)
- Festschrift zum 175jãhrigen Bestehen der Gewandhauskonzerte 1781—1956 (1956)
- Dem achtzigjährigen Max Schneider (1955)
- Schuberts Klassizität. Aus der ungedruckten Festschrift zum 75. Geburtstage Fritz Steins (1955)
- Der Kapellmeister Bach, Versuch einer Deutung Bachs auf Grund seines Wirkens als Kapellmeister in Köthen (1950)
- Max Dessoir zum Gedächnis (1948)
- Ost und West in der Musikgeschichte (1948)
- Beethoven und die militarisch-politischen Ereignisse seiner Zeit (1943)
- Johann Sebastian Bach, Leben und Werk (1938)
- Die antike Musik in der Beleuchtung durch Aristoteles (1936)
- Musikalische Sinndeutung des antiken Nomos (1935)
- Franz Schubert (1934)